# László Zsidai
László Zsidai (sinh 16 tháng 7 năm 1986 ở Budapest) là một cầu thủ bóng đá Hungary thi đấu cho Puskás.
Ngày 19 tháng 6 năm 2013 anh ký hợp đồng cho DVSC. Anh nói rằng muốn giành chức vô địch Hungary nhưng không thấy được cơ hội khi cùng với MTK. Szombathelyi Haladás cũng muốn có tiền vệ phòng ngự này nhưng anh đã cho DVSC để đạt được mục tiêu.

## Thống kê câu lạc bộ
| Câu lạc bộ          | Mùa giải | Giải vô địch | Giải vô địch | Cúp  | Cúp | Cúp Liên đoàn | Cúp Liên đoàn | Châu Âu | Châu Âu | Tổng | Tổng |
| Câu lạc bộ          | Mùa giải | Trận         | Bàn          | Trận | Bàn | Trận          | Bàn           | Trận    | Bàn     | Trận | Bàn  |
| ------------------- | -------- | ------------ | ------------ | ---- | --- | ------------- | ------------- | ------- | ------- | ---- | ---- |
| Siófok              |          |              |              |      |     |               |               |         |         |      |      |
| 2004–05             | 24       | 0            | 3            | 0    | 0   | 0             | 0             | 0       | 27      | 0    |      |
| Tổng                | 24       | 0            | 3            | 0    | 0   | 0             | 0             | 0       | 27      | 0    |      |
| MTK                 |          |              |              |      |     |               |               |         |         |      |      |
| 2005–06             | 16       | 0            | 0            | 0    | 0   | 0             | 0             | 0       | 16      | 0    |      |
| 2006–07             | 17       | 0            | 3            | 0    | 0   | 0             | 0             | 0       | 20      | 0    |      |
| 2007–08             | 26       | 1            | 0            | 0    | 5   | 0             | 0             | 0       | 31      | 1    |      |
| 2008–09             | 29       | 1            | 7            | 0    | 3   | 0             | 2             | 0       | 41      | 1    |      |
| 2009–10             | 21       | 3            | 4            | 1    | 2   | 1             | 0             | 0       | 27      | 5    |      |
| 2011–12             | 19       | 1            | 6            | 1    | 2   | 0             | 0             | 0       | 27      | 2    |      |
| 2012–13             | 28       | 0            | 1            | 0    | 2   | 0             | 2             | 0       | 33      | 0    |      |
| Tổng                | 156      | 6            | 21           | 2    | 14  | 1             | 4             | 0       | 195     | 9    |      |
| Volendam            |          |              |              |      |     |               |               |         |         |      |      |
| 2010–11             | 32       | 1            | 2            | 1    | 0   | 0             | 0             | 0       | 34      | 2    |      |
| Tổng                | 32       | 1            | 2            | 1    | 0   | 0             | 0             | 0       | 34      | 2    |      |
| Debrecen            |          |              |              |      |     |               |               |         |         |      |      |
| 2013–14             | 28       | 2            | 1            | 0    | 0   | 0             | 2             | 0       | 31      | 2    |      |
| 2014–15             | 12       | 2            | 3            | 0    | 6   | 0             | 6             | 0       | 27      | 2    |      |
| Tổng                | 40       | 4            | 4            | 0    | 6   | 0             | 8             | 0       | 58      | 4    |      |
| Tổng cộng sự nghiệp |          | 252          | 11           | 30   | 3   | 20            | 1             | 12      | 0       | 314  | 15   |

Cập nhật theo các trận đấu đã diễn ra tính đến ngày 9 tháng 12 năm 2014.

## Danh hiệu
MTK Hungária FC
- Hungarian League: 2008
  - Á quân: 2007